# Peugeot Typ 57
Der Peugeot Typ 57 ist ein frühes Automodell des französischen Automobilherstellers Peugeot, von dem 1904 im Werk Audincourt 149 Exemplare produziert wurden.
Die Fahrzeuge besaßen einen Einzylinder-Viertaktmotor, der vorne angeordnet war und die Hinterräder antrieb. Der Motor leistete aus 652 cm³ Hubraum 5 PS.
Die Karosserieform Voiturette bot Platz für zwei Personen.